# Katherine Cook Briggs
Pour les articles homonymes, voir Briggs.
Katherine Cook Briggs, née le 3 janvier 1875 et morte le 10 juillet 1968, est une théoricienne américaine en psychologie, cocréatrice avec sa fille (Isabel Briggs Myers), du test d'évaluation Myers-Briggs Type Indicator (MBTI).

### Publications
- Myers, I. (1995) Gifts differing:Understanding personality type. Davies-Black Publishing, U.S.  (ISBN 0-89106-074-X)
- Myers, I. (1990) Introduction to Type: A Description of the Theory and Applications of the Myers-Briggs Type Indicator. Center for Applications of Psychological Type Inc  (ISBN 0-935652-06-X)

### Articles
Saunders, F. W. (1991) Katharine and Isabel: Mother's Light, Daughter's Journey. Davies-Black Publishing, U.S.  (ISBN 0-89106-049-9)  A biography of Katharine Cook Briggs and Isabel Briggs Myers.